# Соколов, Сергей Дмитриевич (геолог)
Сергей Дмитриевич Соколов (род. 23 августа 1943, СССР) — советский и российский геолог-тектонист, доктор геолого-минералогических наук (1988), профессор, лауреат Государственной премии Российской Федерации (1995), член-корреспондент РАН (2019).

## Биография
Родился 23 августа 1943 года в СССР[где?].
Окончил Московский геологоразведочный институт имени С. Орджоникидзе (МГРИ)[когда?].
С 1968 года работает в Геологическом институте АН СССР (ГИН РАН).
Работал на Восточном Сихотэ-Алине и Нижнем Приамурье, затем на Малом Кавказе, Кубе и Северо-Востоке России (Корякия, Камчатка, Тайгонос и Чукотка).
В 1988 году защитил докторскую диссертацию на тему «Аккреционная тектоника Корякско-Чукотского сегмента Тихоокеанского пояса», по специальности «геотектоника».
С 1990 года заведующий лабораторией тектоники океанов и приокеанических зон ГИН РАН.
Руководитель отдела тектоники ГИН РАН.
Научные интересы — тектоника и геодинамика, региональная геология и офиолиты. Продолжает развивать мобилистские представления тектонической школы ГИН РАН о строении и эволюции коллизионных и аккреционных структур континентальных окраин Тихого океана.
Член редколлегии журнала «Геотектоника».

## Награды и премии
- 1995 — лауреат Государственной премии Российской Федерации в области науки и техники[4], за цикл работ «Тектоническая расслоенность литосферы и региональные геологические исследования»[5].
- 1997 — Медаль «В память 850-летия Москвы»[6]
- 2003 — победитель конкурса издательства МАИК «Интерпериодика» за лучшие публикации в журнале «Геотектоника».
- 2024 — Благодарность Президента Российской Федерации (5 февраля 2024 года) — за заслуги в развитии отечественной науки, многолетнюю плодотворную деятельность и в связи с 300-летием со дня основания Российской академии наук[7]

## Членство в организациях
- Американское геофизическое общество.
- Европейское геофизическое общество.